# William Horton Smiley
Pour les articles homonymes, voir Smiley (homonymie).
William Horton Smiley ou Smyley, né à Providence (Rhode Island) en 1792 et mort à Montevideo le 14 février 1868, est un navigateur américain.
Phoquier, il est connu pour avoir explorer l'île de la Déception en 1842.

## Biographie
Il sert durant la guerre d'indépendance du Chili sous les ordres de l'amiral Browne. Il devient ensuite agent commercial des États-Unis aux îles Falkland, où il établit son siège social. Bien qu'il n'appartienne pas officiellement à la marine américaine, son pays l'autorise à ce que son navire, la Kate Sargent, porte ses propres canons et qu'il porte à bord l'uniforme de la marine américaine, à l'exception des commissions à terre.
Il navigue régulièrement dans le détroit de Magellan et en devient un des meilleurs pilotes pour les navires souhaitant faire la traversée.
Propriétaire d'un certain nombre de petites goélettes et de baleiniers, dans son activité de chasse au phoque sur les côtes de la Patagonie et dans les Shetland du Sud, il établit des échanges avec les Indiens,. En 1867, alors que ses hommes sont tous à la chasse au phoque, il contourne seul le cap Horn et est ainsi à cette époque le seul homme à avoir doublé le Cap Horn en solitaire sur une goélette de cinquante tonneaux.
Il meurt du choléra à Montevideo en 1871.

## Hommage
L'île Smyley en Antarctique a été nommée en son honneur.